# 安地列斯短刺魨
安地列斯短刺魨為輻鰭魚綱魨形目四齒魨亞目二齒魨科的其中一種，為熱帶海水魚，分布於西大西洋區，從美國佛羅里達州至巴西東北部海域，棲息深度1-44公尺，體長可達30公分，棲息在海草生長的碎石區，生活習性不明。

## 扩展阅读
維基物種上的相關：安地列斯短刺魨